# レックス・ティラーソン
レックス・ウェイン・ティラーソン（英語：Rex Wayne Tillerson、1952年3月23日 - ）は、アメリカ合衆国の実業家。ドナルド・トランプ政権で第69代アメリカ合衆国国務長官を務めていたが、2018年3月13日にトランプ大統領から国務長官の解任をツイッターにて発表された。なお、姓は「ティラソン」とも書かれることもある。

## 略歴
1952年3月23日にテキサス州ウィチタフォールズで、ボビー・ジョー・ティラーソンとパティ・スー・パトンの間に誕生した。1970年にハンツビル高校を卒業した。1975年にテキサス大学オースティン校の土木工学科で学士号を得た。大学卒業後の1975年に石油メジャーの旧エクソンに入社し、2006年にエクソンモービルの最高経営責任者（CEO）に就任した。
2012年にロシア連邦の石油最大手である国営ロスネフチのイーゴリ・セーチン社長（元ロシア連邦副首相）と北極海・黒海の共同開発で合意した。サハリン1ではタフな交渉を行ったことからロシアのプーチン大統領からも評価された。2014年のウクライナ危機では取引関係にあるロシアへの経済制裁に反対したが、ティラーソンのCEO退任後の2018年3月にこの事業提携は解消されることとなった。

## 2016年アメリカ合衆国大統領選挙
2016年アメリカ合衆国大統領選挙の際はジェブ・ブッシュ候補を支持するも、ジョージ・W・ブッシュ政権関係者の推薦で共和党の大統領予備選挙で勝利したドナルド・トランプと知己を得る。ティラーソンと共に戦略国際問題研究所で理事を務め、トランプと旧知の仲だったヘンリー・キッシンジャー元国務長官が国務長官への指名を提案したとされる。

### 国務長官への指名
2016年12月13日にドナルド・トランプ次期大統領から国務長官に指名された。アメリカ合衆国上院外交委員会の指名承認公聴会ではロシアによるクリミアの併合を批判してウクライナへの武器供与と当面のロシアへの経済制裁維持を主張した。同公聴会ではイランと北朝鮮を「敵（Adversary）」と表現し、中華人民共和国による南シナ海での人工島建設と軍事施設の設置についてはロシアのクリミア編入に類似するとして認めない姿勢を明確にすべきだと発言した。
2017年1月3日にエクソンモービルはティラーソンの国務長官への指名に伴い、利益相反に関する法律の規定要件を満たす為にティラーソンと同社との関係を全て絶つ合意をしたことを明らかにした（2017年1月1日にダレン・ウッズがCEOに昇格した）。

## 国務長官就任
2017年2月1日に上院により、国務長官への就任が賛成56・反対43で承認され、就任した。
2月10日に中国の習近平国家主席との電話会談でトランプ大統領が、「一つの中国」の見直しから「一つの中国」政策支持に前言を翻した際にはジャレッド・クシュナー大統領上級顧問と共にティラーソンの説得があったとされ、公聴会や質疑でも「一つの中国」政策維持を主張していた。中国の王毅外交部長との初会談の際も「一つの中国」政策維持を確認している。また中国への春節の祝電もトランプ大統領にティラーソンが提案したとされている。
2月16日にロシアのセルゲイ・ラブロフ外務大臣と初会談をG20外相会合が開催されているドイツのボンで開催し、関係改善する前提としてウクライナ東部での停戦遵守を求めた。ロシアと意見が一致しない分野では「同盟国の価値と利益を守る」とし、シリアの反政府勢力をテロリストと扱う限りロシアとは軍事協力しない意向も表明した。また日本・韓国と3か国外相会談を開催して北朝鮮の弾道ミサイル発射を非難し、核兵器を含む「拡大抑止」の提供による日韓両国に対する防衛義務維持に言及した共同声明の作成を主導した。
2月28日にアメリカを訪問した中国の楊潔篪国務委員とワシントンD.C.の国務省で会談して、高官同士の定期対話が重要であるとの認識で一致し、北朝鮮の核開発の懸念について協議した。

### アジア歴訪
3月15日から19日の日程でアメリカ合衆国国務長官就任後初のアジア歴訪として、日本・韓国・中国の順に訪問。16日に安倍首相と首相官邸で会談し、対北朝鮮政策の見直しにおいて「あらゆる選択肢がテーブルの上にある」と圧力路線への移行を鮮明にした。これに先立つ岸田文雄外務大臣との会談後の共同記者会見では、「過去20年間努力してきたが、北朝鮮の非核化は失敗した。脅威は増大しており、違うアプローチが必要だ」と発言した。韓国から中国に向かう機上のインタビューでは、状況の展開によっては日韓の「核武装の容認」も考慮しなければならないと表明した。18日の北京での王毅外相との会談では再び「一つの中国」政策の堅持を表明し、会談後の共同記者会見では、朝鮮半島の緊張が非常に高くなっていて「事態はかなり危険なレベルに達している」との認識を米中両国が共有し、北朝鮮の姿勢を転換させるべく「中国との協力を決意した」と述べた。19日には習近平国家主席と人民大会堂で会談した。習近平政権がアメリカに提案してきた「新型大国関係」(衝突・対抗せず、相互尊重し、Win-Winで協力する原則)に事実上同意して多くの観測筋を驚かせた。4月7日に行われた米中首脳会談の最終調整も行った。

### 米露関係
4月12日にロシアのモスクワを訪問してプーチン大統領やラブロフ外相と会談。ティラーソンは米露関係は低調としつつ追加制裁は準備してないとして対話の維持で合意した。9月8日にプーチン大統領はティラーソンがロシアの在アメリカ公館施設閉鎖などの措置をとってることについて「以前ティラーソン氏に友好勲章を授与したが、彼は間違った仲間とともに今は別方向に進んでる」と批判した。

### 米朝関係
9月30日に訪問先の中国で「対話の意思があるか打診している。意思疎通できるチャンネルはある」とドナルド・トランプ政権では初めて米朝の水面下での接触を認めたが、その直後に国務省は「北朝鮮に対話への意思は見られない」と声明し、10月1日にトランプ大統領は「チビのロケットマンとの対話、交渉は時間の無駄である。長官はエネルギーを浪費してはならない」とティラーソンに助言したと述べ、2日にはホワイトハウスは「北朝鮮と交渉すべき時ではない」と発表した。このことについてメディアはトランプとティラーソンの間に軋轢や確執が存在するという報道を行うもトランプ大統領とティラーソンは否定した。
12月12日に「北朝鮮との最初の対話を無条件にすることも可能だ」と述べつつ朝鮮半島有事を想定した核の確保と難民対策や38度線を越えたアメリカ軍の撤退など具体的対応を中国と協議してることを初めて公表した。7月にティラーソンはキッシンジャーから「米中は北朝鮮の政権崩壊に向けて在韓アメリカ軍撤退などを事前調整すべき」との提言を受けていたとされる。ただし、北朝鮮からの核・ミサイル開発の破棄や挑発の中止を前提とする方針の転換とも受け取れるこの発言についてはアメリカ合衆国国務省とホワイトハウスやハーバート・マクマスター国家安全保障問題担当大統領補佐官などが修正し、ティラーソン自身も「挑発の持続的停止が必要」「北朝鮮に有利な前提条件はないという意味だ」と釈明し、北朝鮮の核兵器の保有・アメリカの独自制裁緩和・人道支援再開・米韓合同軍事演習中止は受け入れないと表明した。
2018年1月16日に自身の呼びかけにより国連軍派遣国を中心に日本など関係国も加えた外相会合がカナダのバンクーバーで開かれ、「北朝鮮が対話路線で我々の意思や結束を分断することは認めない」と述べて海上阻止行動の強化や国連安保理の枠を超えた独自制裁の検討など完全で検証可能かつ不可逆な非核化まで北朝鮮への圧力を継続するとした共同声明を採択した。ティラーソンは「冷戦時代への回帰」と会合に反発する中国とロシアを名指しして制裁履行を求めた。2月に中国の楊潔篪国務委員がアメリカを訪問した際に北朝鮮への圧力の最大化で一致して「あなたと私が失敗すれば、戦争になるだろう」と述べた。

### アフリカ歴訪
3月9日からアフリカ5か国の歴訪へ出発するが、同じ週内にトランプ大統領は、会見した韓国の鄭義溶国家安全保障室長を通じて2018年米朝首脳会談の意向を発表し、多忙と体調不良により、訪問2か国目のケニアで行事の出席をキャンセルしている。

## 国務長官退任
3月13日にトランプ大統領はティラーソンの解任を発表し、後任としてマイク・ポンペオを指名した。ティラーソンは退任会見を開き、北朝鮮核問題と米中の関係改善で一定の成果をおさめたと振り返りつつ、ロシアの行動への警戒感を述べた。トランプ大統領は解任理由について、イランの核開発問題などをめぐる意見の不一致と述べ、3月31日をもって退任した。